# Lista över offentlig konst i Jönköpings kommun
Lista över offentlig konst i Jönköpings kommun är en ofullständig förteckning över främst utomhusplacerad offentlig konst i Jönköpings kommun, vilken omfattar  Jönköping, Huskvarna och Gränna.

## Jönköping
| Titel                                            | Konstnär(er)                                       | Årtal | Beskrivning                                | Typ - material                                                                                         | Plats Koordinater                                                                                            | Bild                                        |
| ------------------------------------------------ | -------------------------------------------------- | ----- | ------------------------------------------ | --- | --- | ------------------------------------------- |
| Hommage à Dag Hammarskjöld                       | Emile Gilioli                                      | 1968  |                                            | Skulptur - brons                                                                                       | Dag Hammarskjölds Plats 57.78034, 14.17646                                                                   | Hommage à Dag Hammarskjöld                  |
| Världsnaturfondens brunn                         | Rune Karlzon                                       | 1984  |                                            | Skulptur - rostfritt stål                                                                              | Dag Hammarskjölds Plats 57.78026, 14.17642                                                                   | Världsnaturfondens brunn                    |
| Dag Hammarskjöld                                 | Rune Karlzon                                       | 1984  | Relief över Dag Hammarskjöld               | Relief - brons                                                                                         | Ytterväggen till Stadsbiblioteket, Dag Hammarskjölds plats 57.78029, 14.17658                                | Dag Hammarskjöld                            |
| Hundöra                                          | Per-Olof Ultvedt                                   | 1969  |                                            | Skulptur - neon                                                                                        | Ytterväggen till Stadsbiblioteket, Dag Hammarskjölds plats 57.78023, 14.17648                                | Hundöra                                     |
| Proposal No 17 - Very tall parking house         | Johan Zetterquist                                  | 2006  |                                            | Skulptur - glas och stål                                                                               | Parkeringshuset Smedjan, Södra Strandgatan 57.78083, 14.17417                                                | Proposal No 17 - Very tall parking house    |
| Laglydighetens gång                              | Lars Vilks                                         | 2000  |                                            | brons                                                                                                  | vid Jönköpings länsmuseum koordinater saknas                                                                 | Laglydighetens gång                         |
| Okänd titel                                      | Takashi Naraha                                     |       |                                            | sten, grus                                                                                             | vid Jönköpings länsmuseum koordinater saknas                                                                 |                                             |
| Birger Jarls fridslagar Även känd som: Brunnskar | Sven Lundqvist                                     | 1958  |                                            | Fontän - brons med reliefer                                                                            | Hovrättstorget koordinater saknas                                                                            | Birger Jarls fridslagar                     |
| Formation i sten                                 | Pål Svensson                                       | 1992  | Grupp om minst 4 stenar                    | Skulpturgrupp - granit                                                                                 | Längs Östra Storgatan: mellan korsningen med Borgmästargränd och fram till Hovrättstorget 57.78249, 14.17205 | Formation i sten                            |
| Hoppets vision                                   | Rune Karlzon                                       | 1967  |                                            | Skulptur - brons                                                                                       | Hoppets torg 57.78261, 14.16972                                                                              | Hoppets vision                              |
| Sju sekel                                        | Calle Örnemark                                     | 1984  |                                            | Skulptur - trä                                                                                         | Hamnplan 57.78344, 14.16851                                                                                  | Sju sekel                                   |
| Modell av Jönköpings gamla slottsområde          | Bäckadalsgymnasiet och Skandinaviska Gjuteriskolan | 2002  | Modell över slottsområdet omkring år 1700. | Brons                                                                                                  | Hamnparken 57.78268, 14.16852                                                                                | Modell av Jönköpings gamla slottsområde     |
| Harpolekaren och hans son                        | Stig Blomberg                                      | 1947  |                                            | Skulptur - brons                                                                                       | Rådhusparken 57.78252, 14.16649                                                                              | Harpolekaren och hans son                   |
| Springbrunn                                      | F W Scholander W. Hoffman                          | 1866  |                                            | Skulptur - målat järn                                                                                  | Rådhusparken 57.78238, 14.16658                                                                              | Springbrunn                                 |
| Viktor Rydberg                                   | John Börjeson                                      | 1898  |                                            | Porträttbyst - brons                                                                                   | Rådhusparken 57.78238, 14.16693                                                                              | Viktor Rydberg                              |
| Johan Printz                                     | Axel Wallenberg                                    | 1965  | Minnesmärke över Johan Printz              | Skulptur - brons                                                                                       | Rådhusparken 57.78223, 14.16671                                                                              | Johan Printz                                |
| Smålandsflickorna                                | Torwald Alef                                       | 1951  |                                            | Skulptur - brons                                                                                       | Braheparken 57.78171, 14.16525                                                                               | Smålandsflickorna                           |
| Mens sana in corpore sano                        | Georg Pauli                                        | 1912  |                                            | Muralmalning - al secco                                                                                | Per Brahe-gymnasiet (inomhus) koordinater saknas                                                             | Ladda upp en bild av detta konstverk        |
| Från stock till planka                           | Staffan Östlund                                    |       |                                            | brons                                                                                                  | Skolgatan/Kapellgatan koordinater saknas                                                                     | Från stock till planka                      |
| Magnus Ladulås                                   | Rune Karlzon                                       | 1984  |                                            | Skulptur - brons                                                                                       | Skolgatan 57.78244, 14.16349                                                                                 | Magnus Ladulås                              |
| Nike - fredsskulptur till Olof Palmes minne      | Owe Pellsjö                                        | 1989  |                                            | Skulptur - brons                                                                                       | Västra torget 57.78192, 14.15663                                                                             | Nike - fredsskulptur till Olof Palmes minne |
| Topos                                            | Torben Ebbesen                                     | 1997  |                                            | Skulptur                                                                                               | Högskolan i Jönköping koordinater saknas                                                                     | Topos                                       |
| Byst av Dag Hammarskiöld                         | Svend Lindhart                                     |       |                                            | brons                                                                                                  | Utanför Högskolans i Jönköping bibliotek koordinater saknas                                                  | Byst av Dag Hammarskiöld                    |
| Hermes och Pan                                   | Axel Wallenberg                                    | 1952  |                                            | Skulptur - brons                                                                                       | Munkplan 57.77438, 14.15717                                                                                  | Hermes och Pan                              |
| J-Södra och G-man                                | Carl-Johan ”Skägget” Johansson                     | 2002  |                                            | Skulptur - brons och stål                                                                              | Torpaplan 57.77222, 14.15286                                                                                 | J-Södra och G-man                           |
| Horisontal formation                             | Folke Truedsson                                    | 1970  |                                            | Skulptur - brons                                                                                       | Ljungarumsskolan koordinater saknas                                                                          |                                             |
| Johan Edvard Lundström                           | John Börjeson                                      | 1906  | Byst av Johan Edvard Lundström             | byst - brons                                                                                           | Lundströms plats koordinater saknas                                                                          | Johan Edvard Lundström                      |
| Alexander Lagerman                               | Carl Christensen                                   | 1936  | Byst av Alexander Lagerman                 | Byst - brons                                                                                           | framför tidigare huvudkontoret för Swedish Match koordinater saknas                                          | Alexander Lagerman                          |
| Junebäcksmonumentet                              | John Lundkvist                                     | 1946  |                                            | Skulptur - brons                                                                                       | öster om Talavidsskolan 57.78521, 14.1532                                                                    | Junebäcksmonumentet                         |
| Postmästare Olsson                               | Carl Christensen                                   | 1923  |                                            | byst - sten                                                                                            | Stadsparken 57.78049, 14.13902                                                                               | Postmästare Olsson                          |
| Bauermonumentet                                  | Karl Hultström                                     | 1931  |                                            | Monument - granit                                                                                      | Stadsparken, södra ingången utmed Vera Nilssons stig koordinater saknas                                      | Bauermonumentet                             |
| Samtal                                           | Margareta Engström                                 | 1996  |                                            | Skulptur - brons                                                                                       | Gelbgjutargatan, Kålgården 57.77953, 14.17812                                                                | Samtal                                      |
| Lennart Enanders plats                           | Peter Gadh                                         | 2007  |                                            | Formgiven sittplats, bronsstatyett över Lennart Enander samt emaljskyltar med citat av Lennart Enander | Kålgården koordinater saknas                                                                                 |                                             |
| Carl von Feilitzen                               | Carl Eldh                                          | 1909  | Byst av Carl von Feilitzen                 | Byst - brons                                                                                           | Vedtorget 57.78156, 14.18683                                                                                 | Carl von Feilitzen                          |
| Fågelsträck                                      | Margareta Engström                                 | 1965  |                                            | Skulptur - brons                                                                                       | Rosengården, Rosenlund koordinater saknas                                                                    |                                             |
| Solsångaren                                      | Sonja Katzin                                       | 2004  |                                            | Skulptur - brons                                                                                       | Rosariet, Rosenlund 57.78315, 14.21555                                                                       | Solsångaren                                 |
| De 27 stegen                                     | Martin Wickström                                   | 1997  |                                            | Skulptur                                                                                               | koordinater saknas                                                                                           |                                             |
| Okänd titel                                      | Håkan Carlsson                                     | 1997  |                                            | Mosaik                                                                                                 | koordinater saknas                                                                                           |                                             |
| 12 porträtt av måleri                            | Robert Lucander                                    | 1997  |                                            | Måleri                                                                                                 | koordinater saknas                                                                                           |                                             |
| Boken är ett fönster                             | Åke Pallarp                                        | 2000  |                                            | Måleri                                                                                                 | koordinater saknas                                                                                           |                                             |
| Okänd titel                                      | Lena Cronqvist                                     | 2000  |                                            | Skulptur                                                                                               | koordinater saknas                                                                                           |                                             |
| Okänd titel                                      | Henrik Håkansson                                   | 2001  |                                            | Skulptur                                                                                               | koordinater saknas                                                                                           |                                             |
| Tetris                                           | Jacob Dahlgren                                     | 2012  |                                            | Skulpturgrupp - Corian                                                                                 | Jönköpings nya domstolsbyggnad 57.77908, 14.16679                                                            | Tetris                                      |

## Huskvarna
| Titel                                                          | Konstnär(er)       | Årtal | Beskrivning | Typ - material                                          | Plats Koordinater                                                      | Bild                                                     |
| -------------------------------------------------------------- | ------------------ | ----- | ----------- | ------------------------------------------------------- | ---------------------------------------------------------------------- | -------------------------------------------------------- |
| Rumlaborg                                                      | Hans Fredholm      | 1999  |             | Rondellgestaltning - betong och järn                    | Vårstarondellen 57.78858, 14.26642                                     | Rumlaborg                                                |
| Husqvarna hvattenfall hvilket lyser silfverhvitt i dagen       | Margareta Engström | 1974  |             | syrafast rostfri plåt                                   | Esplanaden 57.79016, 14.27211                                          | Husqvarna hvattenfall hvilket lyser silfverhvitt i dagen |
| Minnesmärke över Björn Afzelius                                | Tord Hägg          | 2000  |             | Porträttrelief - brons                                  | Esplanaden 57.79163, 14.26856                                          | Minnesmärke över Björn Afzelius                          |
| Vägen genom A                                                  | Thomas Qvarsebo    | 1998  |             | Skulptur - corténstål                                   | Esplanaden 57.79076, 14.27425                                          | Vägen genom A                                            |
| Ungdom                                                         | Arvid Bryth        | 1965  |             | Skulptur - brons                                        | Esplanaden 57.79084, 14.27465                                          | Ungdom                                                   |
| Helén                                                          | Arvid Bryth        | 1964  |             | Skulptur - brons                                        | Esplanaden 57.79091, 14.27454                                          | Helén                                                    |
| Solur med mässingsbleck                                        | Gösta Nyrén        |       |             |                                                         | Esplanaden 7.79097, 14.27488                                           | Solur med mässingsbleck                                  |
| Johan                                                          | Margareta Engström | 1967  |             | Skulptur - brons                                        | Esplanaden 57.79113, 14.27531                                          | Johan                                                    |
| Eva                                                            | Curt Thorsjö       | 1959  |             | Skulptur - brons                                        | Esplanaden 57.79107, 14.27537                                          | Eva                                                      |
| Diana                                                          | Walter Bengtsson   | 1991  |             | Skulptur - kopparplåt med bladguld och glasinfattningar | Esplanaden 57.79136, 14.27621                                          | Diana                                                    |
| Törst                                                          | Åke Jönsson        | 1958  |             | Fontängrupp - brons                                     | Esplanaden koordinater saknas                                          | Törst                                                    |
| Gamla stadshusportalen                                         | Okänd              | 1917  |             | Relief - sten                                           | Esplanaden koordinater saknas                                          |                                                          |
| Många ärenden                                                  | Rune Karlzon       | 1968  |             | Reliefer - brons                                        | Stadshusväggen till höger om entrén från Linnégatan koordinater saknas |                                                          |
| Eldsvådan                                                      | Calle Örnemark     | 1970  |             | Polykrom relief - trä                                   | Bibliotekets fasad, mot Drottninggatan koordinater saknas              |                                                          |
| Gud, låt min själ få komma till mognad innan den skall skördas | Margareta Engström | 1984  |             | Skulpturgrupp - brons                                   | Unions seniorboende koordinater saknas                                 |                                                          |
| Barn med fisk                                                  | Anders Jönsson     |       |             | Skulptur - brons                                        | Kavlagården, Jönköpingsvägen 57.79163, 14.26856                        |                                                          |
| Mor                                                            | Carl Eldh          | 1954  |             | Skulptur - brons                                        | Mjölkafållan koordinater saknas                                        | Mor                                                      |
| Jätten Vist                                                    | Calle Örnemark     | 1969  |             | Polykrom skulptur - trä                                 | Intill Norrängsskolan vid Strandvägen 57.80504, 14.27253               | Jätten Vist                                              |
| Wilhelm Tham                                                   | Carl Eldh          | 1913  |             | Porträttbyst - brons                                    | Idrottsparken 57.78848, 14.27466                                       | Wilhelm Tham                                             |
| Dricksfontän                                                   | Bernhard Berg      | 1925  |             | Fontän - granit                                         | Alfred Dalinskolans gård koordinater saknas                            | Dricksfontän                                             |
| Åanäcken                                                       | Lennart Jonasson   | 1961  |             | Skulptur - gjutjärn                                     | Stampaplan koordinater saknas                                          |                                                          |
| Kommunikation                                                  | Sven Hagmarker     | 1981  |             | Installation                                            | Sandagymnasiet koordinater saknas                                      | Kommunikation                                            |
| Fjäril                                                         | Jan Forsberg       | 1970  |             | Polykrom relief - emaljerad plåt                        | Sandagymnasiets fasad koordinater saknas                               | Fjäril                                                   |

## Gränna
| Titel           | Konstnär(er)           | Årtal | Beskrivning            | Typ - material | Plats Koordinater                                                      | Bild            |
| --------------- | ---------------------- | ----- | ---------------------- | -------------- | ---------------------------------------------------------------------- | --------------- |
| Per Brahe d.y.  | John Börjeson          | 1916  | Byst av Per Brahe d.y. | Byst           | Stora torget 58.02254, 14.46823                                        | Per Brahe d.y.  |
| Ungdom          | Carl Eldh              | 1946  |                        | brons          | Braheparken 58.02136, 14.46679                                         | Ungdom          |
| Amalia Eriksson | Lena Lervik            |       | Amalia Eriksson        | brons          | Södra parken 58.01846, 14.46277                                        | Amalia Eriksson |
| Solur           | Sockel av Torwald Alef | 1948  |                        | granit         | Braheparken 58.02137, 14.46615                                         | Solur           |
| S.A. Andrée     | Jonas Fröding          | 1937  | Byst av S.A. Andrée    | Byst - brons   | Brahegatan 58.02188, 14.46664                                          | S.A. Andrée     |
| Erik Dahlbergh  | Jonas Fröding          |       | Byst av Erik Dahlbergh | Byst - brons   | Brahegatan koordinater saknas                                          |                 |
| Löparna         | Carl Eldh              |       |                        | brons          | strax norr om Gyllene Uttern vid tidigare Riksväg 1 58.00106, 14.44867 | Löparna         |
| Ballongfararna  | Calle Örnemark         | 2008  |                        | trä            | rondellen vid södra infarten till Gränna 58.00296, 14.4524             | Ballongfararna  |

## Tenhult
| Titel               | Konstnär(er)   | Årtal | Beskrivning | Typ - material | Plats Koordinater                     | Bild |
| ------------------- | -------------- | ----- | ----------- | -------------- | ------------------------------------- | ---- |
| Sköldberättelse     | Rune Karlzon   | 1968  |             | brons          | Mickels plan 57.70797, 14.32259       |      |
| Luft under vingarna | Ralf Borselius | 2009  |             | brons          | Högalunds förskola 57.70233, 14.31779 |      |

### Fotnoter
1. ↑  original från 1900
2. ↑  Ytterligare två exemplar finns på Arredalens förskola i Liljeholmen Jönköping och Ullstigens förskola i Taberg